# Tigern och snön
Tigern och snön (originaltitel: La Tigre e la neve) är en italiensk film från 2005 i regi av Roberto Benigni.

## Handling
Attilio (Roberto Benigni) är en tankspridd professor som är kär i Vittoria (Nicoletta Braschi), som han ständigt drömmer om. Men Vittoria delar inte hans känslor. Vittoria åker till Irak för att skriva en biografi om poeten Fuad (Jean Reno), som är en nära vän till Attilio. Vittoria skadas under Irakkriget och Attilio bestämmer sig för att bege sig dit och rädda henne.

## Rollista
- Roberto Benigni - Attilio de Giovanni
- Nicoletta Braschi - Vittoria
- Jean Reno - Fuad
- Tom Waits - sig själv